# 酩酊殼灰介
酩酊殼灰介（学名：Coquimba tinctura）为半花介科殼灰介屬下的一个种。